# Mémorial de Thiepval
Pour un article plus général, voir Sites funéraires et mémoriels de la Première Guerre mondiale (Front Ouest).
Le mémorial franco-britannique est un monument commémoratif de la Première Guerre mondiale, situé sur le territoire de la commune d'Authuille et de Thiepval, à proximité du village de Thiepval, dans le département de la Somme. Il est dédié aux armées franco-britanniques et aux soldats britanniques disparus pendant la bataille de la Somme au cours du second semestre de 1916. Un cimetière militaire où sont inhumés des soldats français et britanniques se trouve à ses pieds. Un centre d'accueil et d'interprétation a été construit à l'entrée du site. Il est composé de seize piliers comme les seize plus grandes batailles de la Première Guerre mondiale.

## Historique

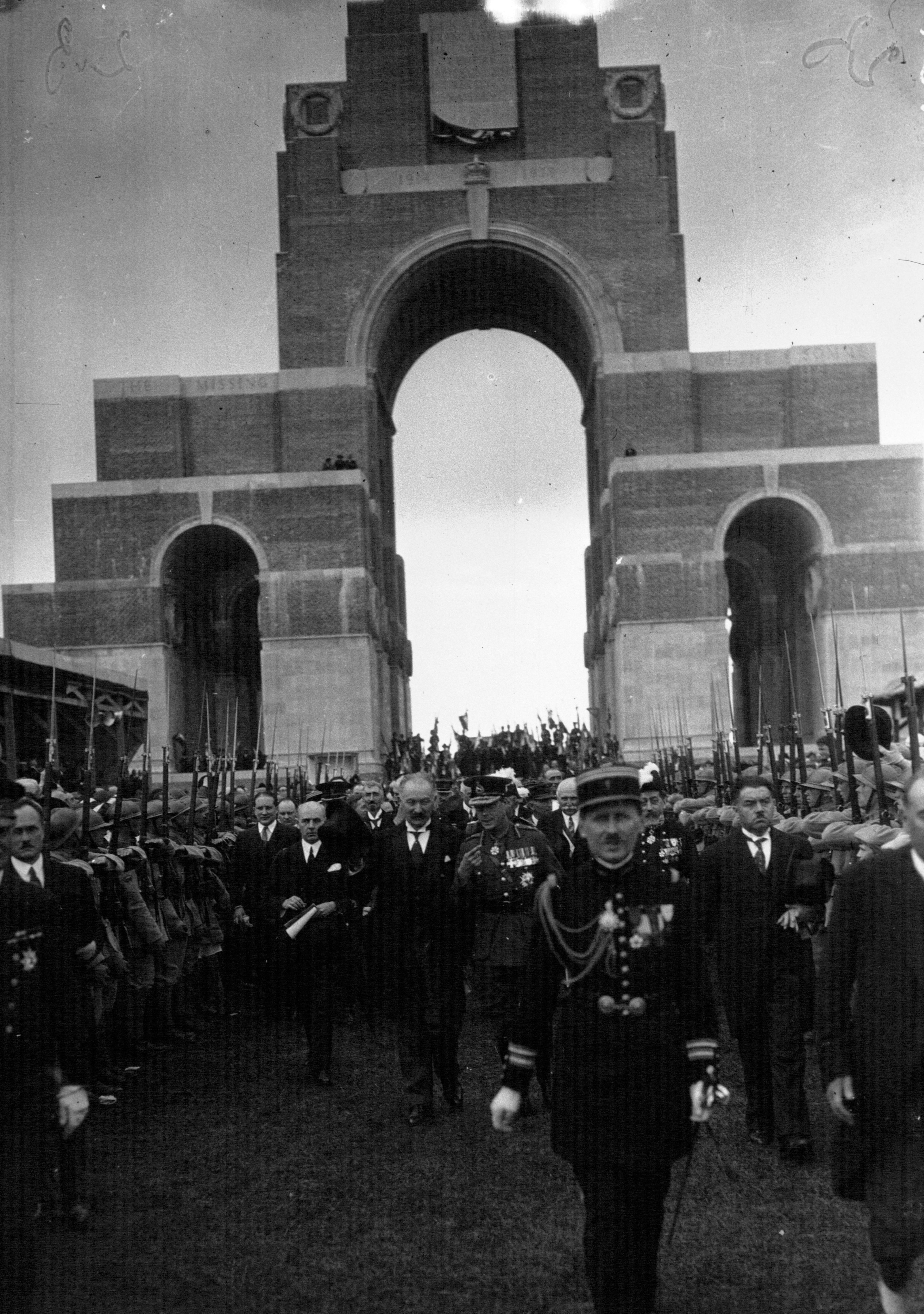
Le prince de Galles et le président Lebrun, le 1 août 1932.

Après la Grande Guerre, la crête qui domine le village et l'ancien champ de bataille de Thiepval est choisie par le gouvernement britannique comme lieu pour la construction d'un mémorial ; il confie sa réalisation à la Commonwealth War Graves Commission. Le mémorial est édifié de 1929 à 1932. 
À l’hiver 1931-1932, un cimetière franco-britannique est érigé au pied du mémorial, abritant le corps de 600 combattants : 300 soldats français et 300 soldats du Commonwealth.
Le site est inauguré le 1er août 1932 en présence du prince de Galles, le futur Édouard VIII, et du président de la République française Albert Lebrun. Aujourd’hui, 72 244 patronymes y sont inscrits.
Un centre d’accueil et d’interprétation est construit en 2004 ; le « musée 14-18, Batailles de la Somme » est aménagé en 2016.
Le mémorial de Thiepval bénéficie d'une protection au titre des monuments historiques : l’inscription au registre a été effectuée par arrêté du 14 septembre 2016 : sont inclus dans l'arrêté de protection : le mémorial britannique dit « Memorial to the Missing » en totalité, comprenant le monument avec la pierre du Souvenir, la croix du Sacrifice, le banc en arc de cercle, les murets d'entrée et la composition générale du mémorial.

## Caractéristiques
Le mémorial dédié aux combattants disparus de la Somme, britanniques et sud-africains et aux armées française et britannique.
Construit en briques et pierres sur les plans d'Edwin Lutyens, il a la forme d'un arc de triomphe et mesure 45 mètres de haut.
Le mémorial est constitué d'un ensemble d'arches que supportent seize piliers carrés massifs à quatre faces en pierre blanche de Portland, sur lesquelles sont gravés les noms de 73 367 soldats britanniques et sud-africains disparus sur les champs de bataille de la Somme de juillet 1915 à mars 1918. Au-dessus des noms sont sculptées des couronnes de lauriers et gravés les noms des lieux de la bataille de la Somme. L'arche centrale haute de 25 mètres permet de traverser le monument et d'atteindre le cimetière militaire situé à l'arrière. Sur le fronton est gravée l'inscription : « Aux armées française et britannique, l'Empire britannique reconnaissant ».
Plus de 10 millions de briques ont été nécessaires à sa construction. Les hommes de toutes origines sociales, commémorés sur le mémorial, ont entre 15 ans et 60 ans avec une moyenne d’âge de 25 ans. Le mémorial et le cimetière sont entretenus par la Commonwealth War Graves Commission.
Le mémorial de Thiepval est le plus imposant des mémoriaux britanniques du monde. Plus de 160 000 visiteurs viennent se recueillir sur le site chaque année.

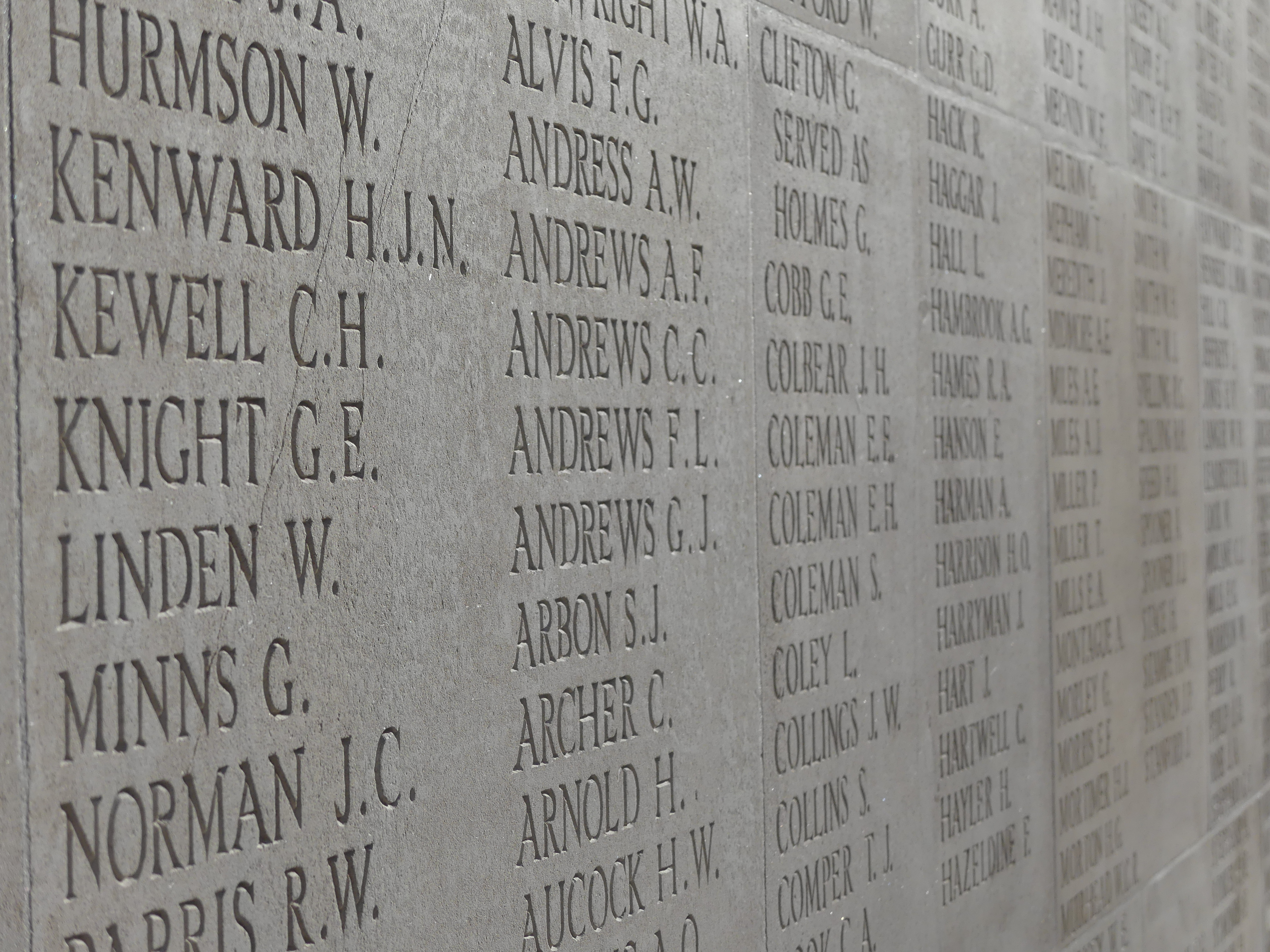
Noms gravés du mémorial de Thiepval

## Monument à la18edivision d'infanterie britannique
Avant d'arriver au mémorial, un monument sous forme d'obélisque est dédié à la 18e division d'infanterie britannique qui s'illustra pendant la bataille de la crête de Thiepval.

## Cimetière militaire franco-britannique
Situé au pied du mémorial, en contrebas et orienté vers la vallée de l'Ancre, le cimetière militaire franco-britannique se trouve à l'emplacement même des lignes de front du 1er juillet 1916, le premier jour de l'offensive franco-britannique de la bataille de la Somme. 
Il est composé de deux parties :
- la première à gauche du monument rassemble des tombes de 300 soldats français (dont 253 inconnus) ;
- la seconde à gauche du monument rassemble des tombes de 300 soldats du Commonwealth (285 Britanniques, 10 Australiens, 4 Canadiens et 1 Néo-Zélandais, dont 239 inconnus). Les tombes britanniques sont signalées par de simples stèles avec le nom du soldat enterré qui est gravé sans distinction de grade militaire, de rang social ou de religion. La croix du Sacrifice est fixée sur une base octogonale, une épée de bronze est apposée sur le tronc. La pierre du Souvenir porte l'inscription :

« Their Name Liveth for Evermore » (Leur nom vivra à jamais), citation tirée de la Bible (alexandrine, catholique et orthodoxe), livre de l' Ecclésiastique ou du Siracide (chap.44, verset 14).

## Centre d'accueil et d'interprétation
Le centre d’accueil et d’interprétation financé par le Conseil général de la Somme, les fonds européens (FEDER) et la fondation britannique Thiepval Trust a été inauguré le 27 septembre 2004 à proximité de l'entrée du parc du mémorial. Il expose des documents retraçant les combats de la bataille de la Somme dans le but de permettre aux visiteurs de mieux comprendre l’histoire du premier conflit mondial et plus particulièrement les combats qui se sont déroulés près de Thiepval. Le centre est également doté d'une boutique-librairie, d'un bureau d'information, d'une salle de projection…

## Musée 14-18 Batailles de la Somme
Dans le cadre des célébrations du centenaire de la bataille de la Somme, le Conseil départemental de la Somme a financé ce nouveau musée consacré aux batailles de la Somme et aux disparus de toutes nationalités.   
Le musée Somme 1916 a été ouvert le 2 juin 2016 et inauguré officiellement le 1er juillet 2016 par François Hollande, président de la République française, le prince William, son épouse (Catherine Middleton) et le prince Harry.  

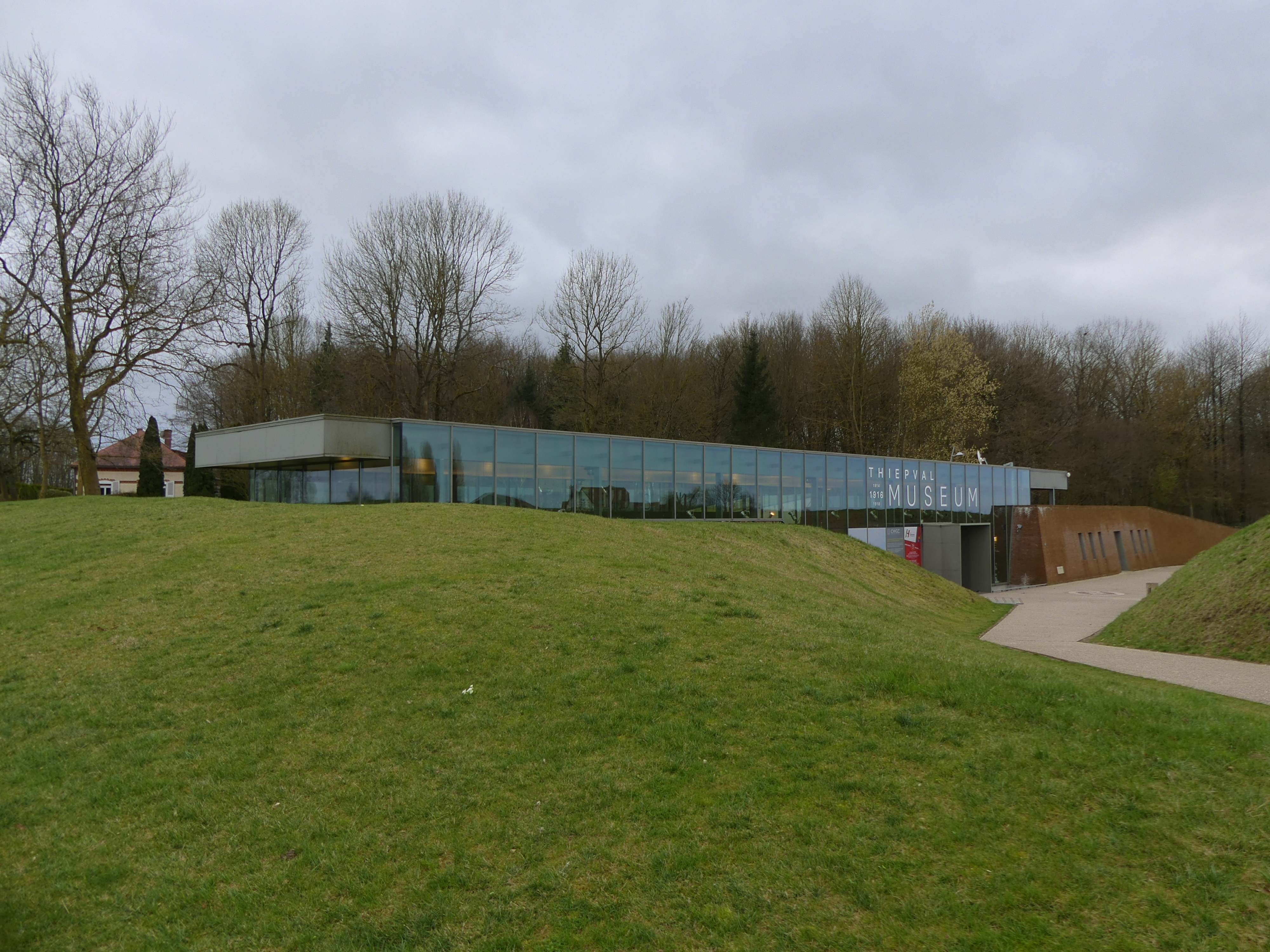
Le musée "14-18 Batailles de la Somme"

L'Historial de la Grande Guerre de Péronne assure la gestion du musée mitoyen du centre d'accueil et d'interprétation de Thiepval. Une exposition permanente d'environ 400 m2 montre aux visiteurs des armes de guerre, des munitions et une réplique de l'avion de Georges Guynemer. Une reproduction de 60 mètres de long de la frise de Joe Sacco, La Grande Guerre, le premier jour de la bataille de la Somme reconstitué heure par heure ouvre une fenêtre imagée sur le champ de bataille du 1er juillet 1916. Des extraits de lettres de soldats, des photos, des extraits de films documentaires complètent l'exposition.

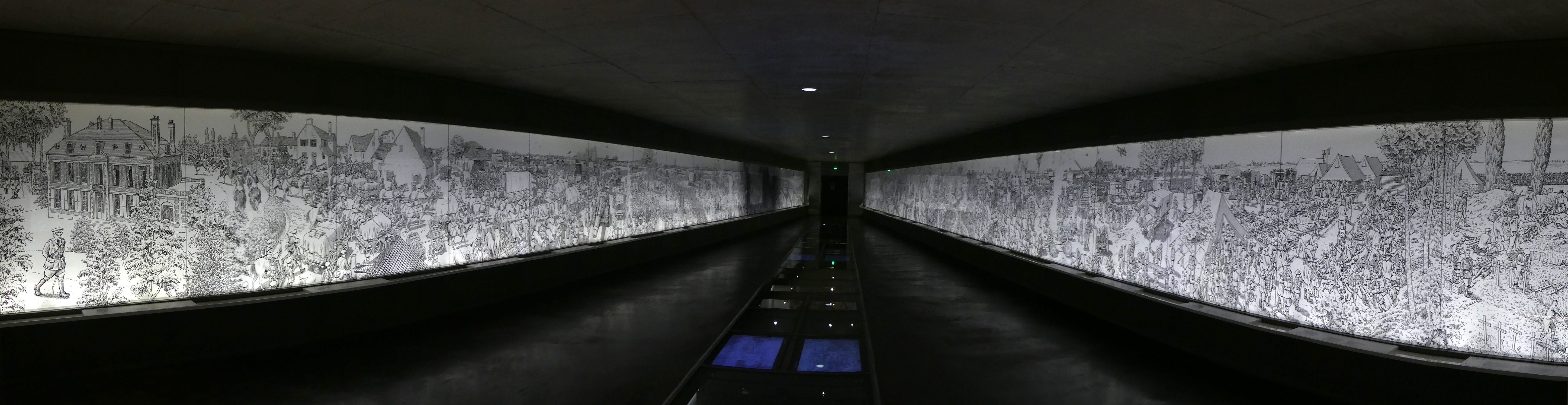
Reproduction de la frise de Joe Sacco, "La Grande Guerre, le premier jour de la bataille de la Somme" au musée "14-18 Batailles de la Somme" de Thiepval

## Pour approfondir